# 184 aC
El 184 aC va ser un any del calendari romà prejulià. Durant la República i l'Imperi Romà es coneixia com l'Any del Consolat de Pulcre i Licí o també any 570 Ab urbe condita o de la fundació de la ciutat). L'ús del nom «184 aC» per referir-se a aquest any es remunta a l'alta edat mitjana, quan el sistema Anno Domini va ser el mètode de numeració dels anys més comú a Europa.

## Esdeveniments

### Antiga Grècia
- Api Claudi Pulcre dirigeix una ambaixada davant de Filip V de Macedònia perquè se sospita que aquest rei prepara una nova guerra contra Roma.[2]

### Antiga Roma
- Aquest any són elegits cònsols Publi Claudi Pulcre i Luci Porci Licí.[3]
- Claudi Pulcre és cònsol gràcies a la intervenció del cònsol sortint, el seu germà Appi Claudi Pulcre. Als comicis, Api Claudi imposa l'elecció de forma violenta.[4]
- Els dos cònsols fan la guerra als lígurs amb èxit.[5]
- Es funden les colònies de Pisaurum, Potentia i Picenum.[6]
- Es construeix la Basílica Pòrcia, a petició del censor Marc Porci Cató.[7] El projecte de Cató troba una forta oposició entre els membres del senat, especialment per part d'Escipió l'Africà i els seus partidaris.[8]
- Quint Nevi Mató és nomenat pretor i se li dona l'illa de Sardenya. Abans de marxar el Senat li encomana d'investigar uns casos casos d'enverinament a Roma, cosa que li ocupa quatre mesos, fins que va poder anar a l'illa. Segons Quint Valeri Ànties, unes dues mil persones van ser condemnades com a resultat de les seves gestions.[9]

### Hispània
- Aulus Terenci Varró, nomenat pretor, obté la Hispània Citerior com a província. Fa la guerra als celtibers i els derrota en diverses batalles.[10] Derrota a la tribu dels suessetans, i ocupa i destrueix la ciutat de Corbio i accedeix al control del seu territori que després cedeix als vascons.[11] Rep l'honor d'una ovació a la seva tornada a Roma l'any 182 aC, registrada als Fasti.[10]

## Necrològiques
- Mor un gran comediògraf llatí, Plaute, a la regió d'Úmbria.[12]